# دائرة البور
دائرة البور هي إحدى دوائر عمالة مراكش، التابعة لجهة مراكش آسفي، المملكة المغربية. تضم الدائرة 5 جماعات قروية، وبلغ عدد سكانها 74731 فرداً سنة 2004 حسب الإحصاء الرسمي للسكان والسكنى. يتبع للدائرة 9 مشيخة و178 دوار.

## التقسيمات الإداريّة
تعتبر دائرة البور إحدى الدوائر المشكّلة لعمالة مراكش، وهو التقسيم الإداري من المستوى الرابع المعتمد في المغرب. ينقسم عمالة مراكش إلى 13 جماعات قروية تختلف من حيث السكان والمساحة، والتي بدورها تنقسم إلى مشيخات تضم عدداً من الدواوير.